# Ада андійський
А́да андійський (Knipolegus signatus) — вид горобцеподібних птахів родини тиранових (Tyrannidae). Мешкає в Еквадорі і Перу.

## Поширення і екологія
Андійські ади живуть в гірських тропічних лісах і чагарникових заростях Анд.